# HD 173093
HD 173093，又名BD-06 4859，SAO 142557、HR 7034，是一颗恒星，视星等为6.31，位于銀經26，銀緯-1.43，其B1900.0坐标为赤經18h 38m 27.8s，赤緯-6° -1.43′ 59″。